# Cody Warkite

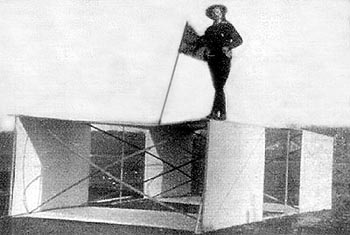
Samuel Franklin Cody auf einem Kastendrachen

Das Luftfahrzeug Cody Warkite (Cody Kriegsdrachen) war ein System zur militärischen Beobachtung und entstand aus Samuel Franklin Codys Experimenten mit Drachen. Er ging dabei von Lawrence Hargrave’s boxkite (Kastendrachen) aus, seine Weiterentwicklung wurde später unter mehreren Namen bekannt: mankite, warkite oder auch manlifter.
In den Anfängen der bemannten Luftfahrt wurden parallel zu den bekannten Flugzeugentwürfen auch Versuche mit menschentragenden Drachen unternommen. Eines der erfolgreichsten und bekanntesten Systemen war das „Cody Manlifting System“ bestehend aus einer Reihe von Drachen. Die Bedeutung solcher System verlor sich aber sehr schnell mit den Erfolgen der Flugzeugpioniere, da die Flugzeuge beweglicher und vielseitiger als Drachensysteme waren.
Das hier vorgestellte System zur Kriegsbeobachtung erlangte seine höchste Bedeutung in den Jahren zwischen 1901 und 1912, als es bei der britischen Marine in der Erprobung und im Einsatz war.

## Mobiler Spähposten

Samuel Franklin Cody und Assistent halten eine frühe Version des mankite

Ziel der Experimente war es, einen Drachen zu bauen, der geeignet war einen Menschen in die Lüfte zu heben, letztendlich, dass ein Späher Schlachtfelder überblicken konnte. Bis dahin wurde vom Militär zu diesem Zweck ein Fesselballon gestartet, allerdings hatten Ballons den Nachteil, dass sie nur bis zu einer gewissen Windgeschwindigkeit geeignet waren, danach konnten sie nicht mehr kontrolliert steigen und landen.

## Erweiterung um Flügel und Topsegel
Cody fand heraus, dass der Kastendrachen um Flügel erweitert wesentlich besseren Auftrieb und gutmütigere Flugeigenschaften besaß, da durch die V-Stellung der Flügel sich das Fluggerät selbst stabilisiert. Dieses Prinzip wird auch heute noch im Flugzeugbau verwendet. In späteren Versionen des Drachens erhielt er auch noch ein Topsegel. Die Version mit Topsegel ließ Cody patentieren.

## Manlifting

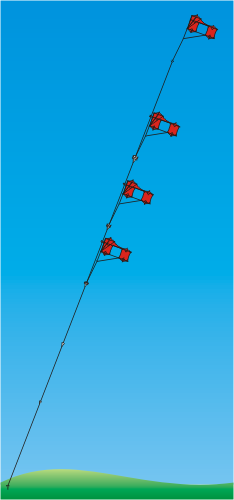
Konzeptskizze zum Manlifting-System

Das Cody Manlifting System bestand im Wesentlichen aus einer Drachenkette (auch Drachenzug, engl. train) und einem Lifterdrachen.
Der Ablauf beim Manlifting bestand darin zuerst an einer langen Leine einen Pilotdrachen aufsteigen zu lassen. Die Aufgabe dieses Drachens war es, die Leine für die folgenden Kettendrachen stabil zu spannen.
In der Leine waren konische Anschläge platziert, die von unten nach oben anwachsende Durchmesser aufwiesen. Die einzelnen Kettendrachen hatten an der Waage einen Ring, der im Durchmesser zu einem der Konen passte.
Die einzelnen Kettendrachen wurden nun am Boden in die Leine eingehängt und stiegen an der Leine auf, bis sie den Konus erreichten, der zu ihrem Ring passte. An diesem blieben sie dann hängen, und spannten die Leine weiter auf. Cody selbst schrieb, er ließ so lange Drachen in die Leine setzen, bis die Leine das Gewicht von 2 Personen tragen konnte, ohne nachzugeben.
Diese Methode ermöglichte auch einen Start des Systems vom Schiff aus. Von Landversuchen ist auch berichtet, dass Cody das System am Boden fertig aufbaute und auf einmal startete.
In die so gespannte Leine wurde dann der „Lifter“ eingehängt. Dieser zog eine Laufkatze über die Leine, an welcher der Korb für den Passagier/Beobachter angebracht war. Über ein Seilzugsystem konnte der Anstellwinkel des Drachens vom Korb aus durch den Piloten verändert werden. Dadurch konnte der Pilot selbst seinen Auf- und Abstieg regeln.

## Andere Anwendungen
Die Cody-Drachen wurden nicht nur als Manlifter eingesetzt, sondern fanden auch andere Anwendungen.
Cody selbst ließ sich zweimal (einmal erfolgreich) von seinem Drachen in einem Faltboot über den Ärmelkanal ziehen. Dirk Kortland untersucht anhand historischer Quellen den dafür verwendeten Drachen und kommt zu dem Schluss, dass dieser Drachen lenkbar war, um ein Kreuzen vor dem Wind zu ermöglichen.
1938 wurden von der britischen Marine Versuche unternommen Codys Drachen als Barrikadedrachen gegen Flugzeuge zu verwenden.

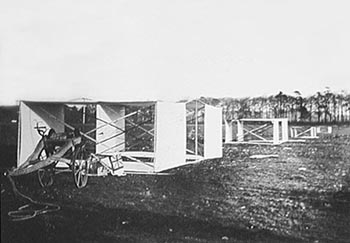
„train“ aus mehreren Kastendrachen

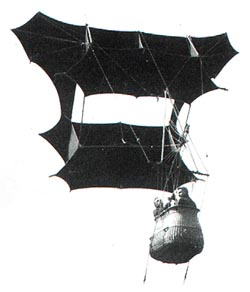
Cody´s mankite beim Einsatz als „manlifter“

### Historisches Material
- Bilder und Pläne eines originalen Cody-Drachens (Memento vom 15. April 2013 im Webarchiv archive.today)
- Seite über S.F. Cody und seine Entwicklungen (englisch)

### Moderne Nachbauten
- Verschiedene Cody-Drachen und-Systeme
- Mehrere Pläne und CAD-Zeichnungen für Cody-Drachen
- Einfache Bauanleitung (ZIP) für einen Cody